# Aéroport international de Benina
Ne doit pas être confondu avec Aérodrome de Bengassi.
L'aéroport international de Benina (code IATA : BEN • code OACI : HLLB) (en arabe :  مطار بنينة الدولي) dessert la ville de Benghazi en Libye. Il est situé près de la ville de Benina, qui se trouve 19 km à l'est de Benghazi. Il s'agit du second aéroport du pays, après celui de Tripoli. C'est un centre d'opération pour Buraq Air et Libyan Airlines

## Situation
| \| 50 km1:5 038 000 \| Zintan El Beïda Benghazi Ghadamès Ghardabiya Ghat Koufra Misrata Tripoli · Mitiga Sebha Tobrouk Ubari Tripoli |
| 50 km1:5 038 000 |

## Compagnies et destinations
| Compagnies        | Destinations |
| ----------------- | --- |
| Afriqiyah Airways | - Borg El Arab, - Istanbul, - Khartoum, - Koufra, - Le Caire, - Tripoli-Mitiga, - Tunis-Carthage,                                   |
| Air Mediterranean | Athènes E.-Venizélos |
| Berniq Airways    | Dubaï Al Maktoum, Khartoum, Tripoli-Mitiga                                                                                          |
| Buraq Air         | Misrata, Tripoli-Mitiga |
| Egyptair          | Le Caire |
| Global Air        | Misrata |
| Libyan Airlines   | - Amman-Reine-Alia, - Borg El Arab, - Istanbul, - Djeddah - Roi-Abdelaziz, - Koufra, - Le Caire, - Tripoli-Mitiga, - Tunis-Carthage |
| Marathon Airlines | Athènes E.-Venizélos |
| Royal Jordanian   | Amman-Reine-Alia |
| Tunisair          | Tunis-Carthage |

Édité le 07/03/2018  Actualisé le 16/11/2023